# Hekelgemse zandschilderkunst

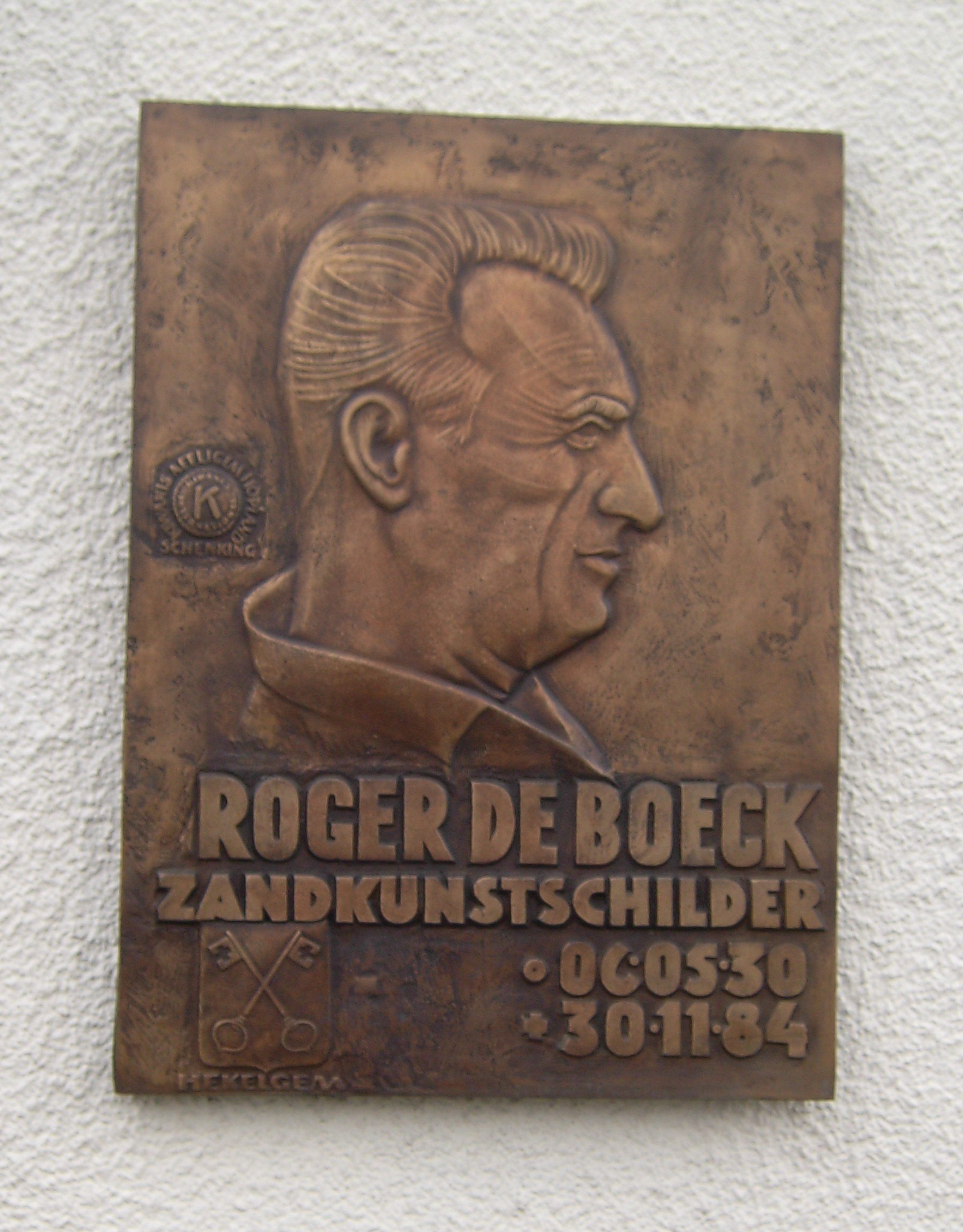
Roger De Boeck.

De Hekelgemse zandschilderkunst vond haar oorsprong in de taverne Het Oud Zandtapijt (Tapis de Sable) omstreeks 1873 (toen nog "Den Destel" genoemd). Alles begon toen Adèle Callebaut (1860-1924), een Hekelgems volksmeisje startte met een aloud volksgebruik, het zandstrooien en dit tot een kunstvorm kon veredelen. Na Adèle Callebaut, zette de familie De Boeck deze traditie verder en dit nu al 4 generaties. De eerste opvolger was Rutger De Boeck, vervolgens Roger De Boeck (1930-1984) en ten slotte zijn dochter Greet De Boeck. Eigenaar van het Oud Zandtapijt is nu Freddy De Nil.
De belangrijkste zandschilders waren Pierre Van Ransbeeck, maar vooral Roger De Boeck.

## Techniek zandschilderkunst
De Hekelgemse zandschilderkunst bestond uit het aloude volksgebruik van het zandstrooien/zandtekenen: het met wit zand versieringen aanbrengen in de haard, rond de kachel, op de achtervloer of op de straat ter gelegenheid van de processie.
Adèle Callebaut voegde er nog iets extra's aan toe, door het zand te kleuren en het op een groot paneel uit te strooien kon men het geheel omvormen tot een mooi tafereel. Door met een eigen bedachte techniek het zand te fixeren, kon het tafereel worden opgehangen als een schilderij. Dit kon een kopie zijn van een bekend werk, of meer en meer eigen creaties. 

## Tentoonstelling
Ondertussen werd het zandtapijt een toeristische attractie in Hekelgem. De verschillende zandherbergen zijn wel opgedoekt en de glorietijd van de zandschilderkunst is voorbij, doch 
zijn er nog twee zandschilders actief: Elise De Boeck, zus van Roger De Boeck, die in de voormalige smidse van haar vader een museumpje oprichtte met de naam 'Herinneringen Oud Zandtapijt' en verder Greet De Boeck die tentoonstellingen geeft in de bovenzaal in taverne 'Het Oud Zandtapijt'.
De kunstwerken op zich worden zelden bewaard, ook een reuzen zandbeeltenis, gemaakt van Johan Museeuw (2004) werd opgeslorpt door de stofzuiger (enkel het hoofd werd gefixeerd om te schenken aan Johan Museeuw). Ook van Prinses Mathilde met baby werd een speciaal zandtapijt gemaakt.

## Locaties
- Zandtapijttentoonstelling, Oud Zandtapijt, Brusselbaan 91, 1790 Hekelgem (Affligem)
- Zandtapijtmuseum, Elise De Boeck, Brusselbaan 92, 1790 Hekelgem (Affligem)
- Zandtapijtatelier, Greet De Boeck, Brusselbaan 56, 1790 Hekelgem (Affligem).